# Male Orjule
Die Insel Male Orjule (italienisch: Oriule piccolo) ist eine unbewohnte kroatische Adria-Insel in der Kvarner Bucht. 2023 steht sie zum Verkauf.

## Geographie
Die Insel gehört zu den südlichen Inseln des Archipels von Cres-Lošinj und liegt in unmittelbarer Nachbarschaft von Velje Orjule (italienisch: Oriule grande) von der sie eine nur 50 Meter breite Meerenge trennt.  Die Insel erstreckt sich über eine Fläche von 410.000 Quadratmetern und ist hauptsächlich mit Pinien und Olivenbäumen bewaldet. Die höchste Erhebung befindet sich 11 Meter über dem Meeresspiegel. Im Südosten bildet die Insel eine Landzunge, welche die Bucht Caletta sud Male Orjule bildet.
Vor der Südspitze der Insel, dem Rt Čirka liegt das Inselchen Otočić Školjić.